# AC部
AC部（エーシーぶ）は、1999年に結成されたテレビ番組やCMを制作するユニット。

## 概要
多摩美術大学出身の安達亨（あだち とおる）、板倉俊介（いたくら しゅんすけ）、安藤真の3名が1999年に結成した。
在学中に安達と板倉が制作した「ユーロボーイズ」が、NHK『デジタル・スタジアム』デジスタ・アウォード2000年グランプリを受賞したのをきっかけに、本格的に活動を開始した。
2016年現在、安藤はゲーム会社（バンダイナムコスタジオ）に就職しているため仕事として作品制作をしているのは安達・板倉の2人。
高速紙芝居「安全運転のしおり」で第18回（2014年）文化庁メディア芸術祭エンターテインメント部門審査委員会推薦作品受賞。

## ユニット名
とあるゲームをやりこむ部活として、在学中の1999年に結成。「AC部」の名前はゲーム『アーマード・コア』に由来するが、現在の活動自体に同ゲームとの関連性はない。

## 作風
作風は「違和感を感じる作品」を目指しており、暑苦しいリアルなイラストレーションをベースとする常軌を逸したシュールかつアバンギャルドなものが多く、わざとアニメーション作画を荒くしたり、デッサンを意図的に崩したりすることが多い。アイデア出しから動画制作まで、従来のアニメ制作の工程をもあえて踏襲していない。それによって人々の固定観念を破壊し、新しい視聴覚体験をもたらすことを目指している。板倉によると、授業のデッサン講評においてひとつだけ下手なデッサンがまぎれ、その違和感に感じた面白さが原体験であるという。

## 作品

### TV
- みんなのうた（NHK）
  - 哲学するマントヒヒ / クロコダイル・パパ（2003年8月・9月放送）
  - タン・タン・タン / ワタナベフラワー&ゆーゆ（2013年6月・7月放送）
  - 怪獣トットト / チームしゃちほこ（2015年8月・9月放送）
  - おばけでいいからはやくきて / クリープハイプ（2018年2月・3月放送）
  - 南の島のハメハメハ大王(2022ver.) / SAKANAMON（2022年8月・9月放送）
- 天才ビットくん（NHK Eテレ） 
  - B-Label（ア・イ・ツ、2004年度）
  - ビットメン（2005年度）
  - ビットメンG（2006年度）
- ビットワールド（NHK Eテレ）
  - ビットレーサー（2007年度）
  - BWW 〜ビットワールドレスリング〜（2008年度）
  - アホちゃいまんねんビットやねん!（2009年度 - 2014年度）
  - まじヤバいっす! とんでもナイッス島（2015年度 - 2017年度）
  - GO!GO!社長ちゃん（2018年度 - 2021年度）
- 星新一ショートショート劇場（NHK）
  - プレゼント（2007年）
  - 親善キッス（2008年）
- 未来教授サワムラ（フジテレビ、2007年）
- 超最先端エンタメ情報番組 TOKYOブレイクする〜!（日本BS放送にて紹介、2008年）
- パワー☆プリン（TBS、2011年)
- テクネ 映像の教室（Eテレ、2014年）
- 第66回NHK紅白歌合戦「前向きスクリーム!（関ジャニ∞）」（NHK、2015年、背景映像担当）
- あわあわシャンポッポ（キッズステーション、2017年）
- ポプテピピック「ボブネミミッミ」（2018年、2019年、2022年）
  - 板倉がポプ子、安達がピピ美の声を担当。第7話「ヘルシェイク矢野」では作中に本人らが実写で登場し高速紙芝居を披露した。本放送第7話とTVスペシャル第13話のBパートでは通常とは逆のキャラクターを担当。
  - TVスペシャルの第14話ではBパートのオープニング映像（映像内容はAパートのパロディ）と歌唱も担当した[注 1]。
- 神々のスマホ（NHK、2018年3月20日）
- 明日をまもるナビ「ヒビノくんの日々の暮らし」 （NHK、2021年）
  - 第1話 ワンルーム
  - 第2話 キッチン
  - 第3話 赤ちゃんのいるリビング

### アニメ映画
- 東京オンリーピック「『和卓球』Watakkyu」（2008年、監督）

### 自主制作
- ユーロボーイズ
- 調味マスター リョウ
  - DVD「無差別級紙芝居のフェス」に収録[11]
- 海女ゾネス
- 高速紙芝居「安全運転のしおり」
  - 第18回文化庁メディア芸術祭のエンターテインメント部門審査委員会推薦作品受賞[7]
  - 第5回無差別級紙芝居 無差別級紙芝居の戦 第2回予選 第1位[12]
- 地球防衛運
  - 第5回無差別級紙芝居 無差別級紙芝居の戦 決勝戦 優勝[12]

### MV制作
- ショッキングブラック（ザマギ、2003年）
- マジカルDEATH（ザマギ、2004年）
- It's So Good Now (い・そ・ぐ・な)（ザマギ、2005年）
- GREAT GREEN（UNDER THE COUNTER、2006年）
- THERAPY（group_inou、2010年）
- GAL男宣言（ポリスマン、2011年）
- HEART (single mix)（group_inou、2011年）
- ORIENTATION（group_inou、2012年）
- ナタリー（さよならポニーテール、2012年）[13]
- 革命的ブロードウェイ主義者同盟（上坂すみれ、2014年）
- そりゃそうよ（DJやついいちろう feat.tofubeats、2014年）
- おつかれサマー！（でんぱ組.inc、2015年）
- SUSHI食べたい feat.ソイソース（ORANGE RANGE、2015年）[14]
- TENDON（味噌汁's、2016年）
- 最新世界心心相印（the chef cooks me、2016年）[15]
- New Tribe（Powder、2019年）
- 愛す（クリープハイプ、2019年）[16]
- 価値観揺さぶりソング (feat. AC部 安達)（1980YEN、2020年）[17]
  - 安達のみ。作詞・歌・監督を担当
- Sugar Foot (ft. Jon Anderson, Prairie WWWW)（Battles 、2020年）
- ドレミのうた - インヴェンション（坂東祐大、2021年）[18]
- HAPPENING（group_inou、2023年）
- ルナティックウォーズ（月ノ美兎、2025年）[19]

### Web・CM・PV制作
- 未来のライター Jii！Jii！Jii！、Jiiールドカップだ Jii！Jii！ Jii！（USBライター Jii、2012年）
- スマートフォンアプリ「節約カネ子」（ミロク情報サービス、2013年、キャラクターデザイン・MV製作を担当）[20]
- 日本アニメ（ーター）見本市「月影のトキオ」（WEB、2015年、スペンサーアニメーション）[21]
- 未来は、ヤ◯イ。（西友、2015年）[22]
- 鳩に困ったら雨宮（雨宮、2015年）[23]
- TOHYO都（東京都選挙管理委員会、2016年5月）[24][25]
- JOYSOUNDは音がいい！ ～ふつうのカラオケ vs JOYSOUND MAX～、JOYSOUNDは歌いやすい！ ～ハイレゾカラオケ JOYSOUND MAX2～（JOYSOUND WebCM 、2016年 - 2017年）
- あわあわシャンポッポ（キッズステーション、2017年 - ）[26]
- ガッテンアニメ（NHK1.5、2017年 - ）
- トリvsブタ ぶっとびピザバトル（ドミノ・ピザ WebCM、2017年）
- 伊武雅刀公式Webサイト（伊武雅刀オフィシャルサイト制作）
- チョコミント（赤城乳業、2018年）[27]
- 新千歳空港国際アニメーション映画祭（新千歳空港国際アニメーション映画祭、2020年） - 大童澄瞳とのコラボレーション。
- 『NANA MIZUKI LIVE RUNNER 2020 → 2022』幕間映像・高速紙芝居「声優アイドル奈々」（2022年）
- カップヌードル 味噌「MISO食べたい 篇」（日清食品、2022年）[28]
- グランブルーファンタジー ヴァーサス -ライジング-（Cygames、2024年 - 2025年、エイプリルフールWebページ、『グラブルバーサス 雷・神・具』ファイナルトレーラー、キャラクターイラスト制作を担当）

### 一部のみ担当作品
- MV「上京がむしゃら物語」（C&K、2010年）
  - 大学の後輩の塚越規とのコラボレーション。
- 「三国志カードバトル」ミュージックビデオ（2012年4月、映像制作担当）[29]
- WEBサイト「もったいないオバケのヒミツの小部屋」（2012年、グラフィックデザイン担当）[30]
- SHORT PEACE 月極蘭子のいちばん長い日 （2014年1月16日）
  - 安達、板倉がパートディレクターを担当。
- MV「Party Maker」（超特急、2018年）
  - 板倉がナレーションとして参加。
- ノーモア★ヒーローズ3（2021年8月27日、映像制作担当）
- MV「SOULSOUP」（Official髭男dism、2023年12月、アニメーション担当）[31]
- MV「PLAYERS（英語: Players (Yoasobi song)）」（YOASOBI、2025年2月）[32]
  - プレイステーション30周年を祝い、30組のクリエイターにより制作された[33]。

### 展示会
- 個展「部室大公開」（2015年4月11日（土）から4月26日（日）まで、東京・神田にあるギャラリー・TETOKAにて開催。）[3]
- 個展「九越 -Transmorph-」（2020年12月23日（水）から2021年1月4日（月）まで、東京・日本橋にある三越本店のコンテンポラリギャラリーにて開催。）[34]

## メディア出演
2020年11月22日、ライブストリーミング・チャンネルのDOMMUNEでAC部の特集が1時間半配信された。AC部のメンバーが出演して代表的作品を鑑賞しつつ結成以降の活動を紹介し、プレミア上映では新作MVとしてバトルス『Sugar Foot』が公開された。この番組は、AC部がPVを手がけた新千歳空港国際アニメーション映画祭（2020年）の特集内の特別プログラムでもあった。